# 象 (関ジャニ∞の曲)
『象』（ぞう）は、関ジャニ∞の楽曲。2014年11月5日に7枚目のフル・アルバム『関ジャニズム』の収録曲としてINFINITY RECORDSから発売された。作詞・作曲は高橋優。

## 概要
- 作詞・作曲は高橋優が、編曲は高橋と池窪浩一が共同で担当[1]。
- 本曲は、高橋優の書いた「今でも段々僕ら強くなってく 案外どんな夢も叶えられるよ」「10年後またここで会おうよ そんときは今よりずっと笑っていよう」の様な、ストレートでメッセージ性の強いリリックを関ジャニ∞のメンバーが力強く歌う楽曲である[2]。
- 本曲の発売以前からメンバーの安田章大と大倉忠義が高橋優のファンを公言しており、その縁から今回の楽曲提供へと繋がった[3]。
- 2014年から2015年にかけて開催されたライブツアー『関ジャニズム LIVE TOUR 2014≫2015』まではスタンドマイクを使用したライブパフォーマンスであったが、2016年から2017年にかけて開催されたライブツアー『関ジャニ'sエイターテインメント』にて初めてバンド演奏で本曲を披露をして以降、全てのライブ及びテレビ番組での披露はバンド演奏で統一している。
- 2014年11月5日、自身の7thアルバム『関ジャニズム』の収録曲として発売された[1]。
- 2015年4月4日より、メンバーの大倉と本曲を提供した高橋がWパーソナリティを務めるニッポン放送『オールナイトニッポンサタデースペシャル 大倉くんと高橋くん』が2020年3月まで放送された[4][5]。
  - 番組内で本曲が度々取り上げられており、後述の高橋による本曲のセルフカバーが発売された事を受け、当時番組ADだった金子司が、1番は高橋、2番は関ジャニ∞のミックスバージョンを制作[6]。最初のバージョンは貼りつけただけの簡素なものだったが、その後、ボーカル以外の演奏部分を削り、両ボーカルだけを引き立たせたものを合わせ、関ジャニ∞と高橋が全員で歌っている様に聞こえる音源を編集し、同バージョンを「AD金子MIX」と名付け、同番組限定で度々オンエアされた[6]。
- 2016年11月16日、楽曲を提供した高橋優のアルバム『来し方行く末』にて、本曲のセルフカバーが収録された[7]。
- 2017年1月8日、自身の冠番組であるテレビ朝日系『関ジャム 完全燃SHOW』にて、楽曲を提供した高橋と共に関ジャニ∞が本曲をセッションし、地上波初披露となった[8]。
- 同年9月6日、自身の39thシングル『奇跡の人』初回限定盤にて、自身初の野外ロックフェス『TOKYO METROPOLITAN ROCK FESTIVAL 2017』[9]で披露された、本曲のライブ音源が収録された[10]。
- 2022年5月8日、自身のライブツアー『KANJANI'S Re:LIVE 8BEAT』で披露された、本曲のライブ映像が公開された[11]。
  - 自身の有観客ライブでのライブ映像が公開されるのは初である[注 1]。

## クレジット
※本曲が収録されたアルバム『関ジャニズム』のクレジットより。

### 作詞・作曲・編曲
- 作詞・作曲：高橋優
- 編曲：池窪浩一、高橋優

### 参加ミュージシャン
- Drums：吉田佳史（TRICERATOPS）
- E.Bass：小島剛広（カムロバウンス）
- E.Guitar / A.Guitar：池窪浩一
- A.Guitar：高橋優
- all other Instruments：池窪浩一、高橋優

## 収録作品

### アルバム
- 7thアルバム『関ジャニズム』
- 2ndベストアルバム『GR8EST』(201∞限定盤 特典CD)

※メドレーの1曲として収録。

### シングル
- 39thシングル『奇跡の人』(初回限定盤)

※ライブ音源を収録。

### 映像作品

#### ライブ映像
- 12thライブDVD/Blu-ray『関ジャニズム LIVE TOUR 2014≫2015』
- 16thライブDVD/Blu-ray『関ジャニ'sエイターテインメント』
- 17thライブDVD/Blu-ray『関ジャニ'sエイターテインメント ジャム』
- 42ndシングル『crystal』(期間限定-多謝台湾-盤 特典DVD)
- 10thアルバム『8BEAT』(初回限定 -Road to Re:LIVE- 盤 特典DVD)
- 20thライブDVD/Blu-ray『KANJANI'S Re:LIVE 8BEAT』

※完全生産限定-Road to Re:LIVE-盤の特典DVD/Blu-rayにも収録。
- 50thシングル『アンスロポス』(初回限定「冬」盤・初回限定「炎」盤 特典Blu-ray/DVD)
- 23rdライブBlu-ray/DVD『超ARENA TOUR 2024 SUPER EIGHT』（完（CAN）全生産限定盤・初回限定盤 『SUPER EIGHTアプリ』限定配信特典映像）

## ライブ披露

### テレビ番組
- ザ少年倶楽部プレミアム（2014年11月19日、NHK BSプレミアム）
- 関ジャム 完全燃SHOW（2017年1月8日、テレビ朝日） - 高橋優とのセッション[8]。
- Star Song Special（2025年4月10日、Amazon Prime Video・DMM TV） - 安田がソロでジュニアとのコラボで披露[12]。

### ライブ
- 関ジャニズム LIVE TOUR 2014≫2015（2014年11月16日 - 2015年1月12日）
- 関ジャニ'sエイターテインメント（2016年12月10日 - 2017年1月15日）
- TOKYO METROPOLITAN ROCK FESTIVAL 2017（2017年5月21日）
- 関ジャニ'sエイターテインメント ジャム（2017年7月15日 - 9月10日）
- KANJANI'S EIGHTERTAINMENT GR8EST in Taipei（2018年9月22日・23日）
- KANJANI'S EIGHTERTAINMENT GR8EST（2018年11月17日・18日）
- Johnny's DREAM IsLAND 2020→2025 〜大好きなこの街から〜（2020年8月8日）
- 8BEAT SECRET LIVE（2021年9月某日）
- 関ジャムFES（2021年9月26日）
- KANJANI'S Re:LIVE 8BEAT（2021年11月20日 - 2022年1月23日）
- ROCK IN JAPAN FESTIVAL 2023（2023年8月12日）
- WANIMA presents 1CHANCE FESTIVAL 2023（2023年9月2日）
- KANJANI∞ 20FES 〜前夜祭〜（2023年9月9日）
- EIGHT-JAM FES（2024年6月21日 - 23日）
- SUPER EIGHT 超DOME TOUR 二十祭（2024年12月7日 - 2025年1月13日）

## カバー
- 高橋優（2016年11月16日発売、アルバム『来し方行く末』収録）[7]